# 岡部繁男
岡部 繁男（おかべ しげお、1960年6月10日 - ）は、日本の解剖学者、神経科学者、細胞生物学者。学位は、博士 (医学) (1992年、東京大学)。東京大学医学部教授。

## 人物
東京都渋谷区出身。筑波大学附属高等学校を卒業後、東京大学理科三類に入学。1986年 東京大学医学部医学科 卒業、同年 医師免許取得。1988年 東京大学医学部解剖学教室助手、1993年 米国国立保健研究所(NIH) 客員研究員、1996年 通商産業省工業技術院主任研究官、1999年 東京医科歯科大学医学部解剖学教室教授を経て、2007年より東京大学大学院医学系研究科教授。

## 研究
神経細胞の軸索局所での細胞骨格の重合・脱重合過程が軸索伸長の基盤となることを生細胞の顕微鏡観察によって示した。また発達過程のシナプスの動態を顕微鏡で可視化し、シナプスが高度に安定化された構造であるというそれまでの定説を覆して、シナプスが数時間で形成・除去される動的な構造であること、この動的な性質を支える分子メカニズムを明らかにした。自閉症モデルマウスのシナプスを解析することで、自閉症モデルにおけるシナプス動態の障害を明らかにした。

## 略歴
- 1986年 - 東京大学医学部医学科 卒業[3]
- 1986年 - 医師免許取得
- 1986年 - 東京大学大学院医学系研究科 入学
- 1988年 - 東京大学医学部解剖学教室 助手
- 1992年 - 博士(医学)取得
- 1993年 - 米国国立保健研究所(NIH) 客員研究員
- 1996年 - 通商産業省 工業技術院 生命工学工業技術研究所 主任研究官
- 1999年 - 東京医科歯科大学医学部解剖学教室 教授
- 2004年 - 東京医科歯科大学大学院医歯学総合研究科細胞生物学分野 教授
- 2007年 - 東京大学大学院医学系研究科神経細胞生物学分野 教授
- 2014年 - 日本医療研究開発機構（AMED）革新的技術による脳機能ネットワークの全容解明プロジェクト（革新脳） プログラムスーパーバイザー[4]
- 2017-2019年 - 日本解剖学会理事長[5]
- 2018年 - 理化学研究所脳神経科学研究センター　脳神経医科学連携部門長 (兼任)
- 2021-2023年 - 東京大学大学院医学系研究科 研究科長・医学部長
- 2023年 - 日本顕微鏡学会会長[6]
- 2023年 - 東京大学副学長[7]

## 受賞・叙勲歴
- 1995年 日本解剖学会奨励賞
- 2005年 塚原仲晃記念賞
- 2010年 日本顕微鏡学会学会賞（瀬藤賞）
- 2021年 内藤記念科学振興賞
- 2022年 武田医学賞
- 2022年 紫綬褒章[8]。
- 2023年 藤原賞受章[9]
- 2025年 - 日本学士院賞[10]

## 著作

### 編纂
- 脳神経回路と高次脳機能〜スクラップ＆ビルドによる心の発達と脳疾患の謎を解く (榎本和生，岡部繁男／編) 羊土社、2018年。ISBN 978-4-7581-0372-5
- ライフサイエンス 顕微鏡学ハンドブック (山科 正平・高田 邦昭(責任編集)／牛木 辰男・臼倉 治郎・岡部 繁男・髙松 哲郎・寺川 進・藤本 豊士(編)) 朝倉書店、2018年。ISBN 978-4-254-31094-8

### 翻訳
- スタンフォード神経生物学 (監訳：柚﨑通介、岡部繁男)メディカル・サイエンス・インターナショナル、2017年。 ISBN 978-4-89592-888-5